# Leandro Bacuna
Leandro Jones Johan Bacuna (sinh ngày 21 tháng 8 năm 1991) là một cầu thủ bóng đá chuyên nghiệp thi đấu ở vị trí tiền vệ và hậu vệ phải cho câu lạc bộ Cardiff City và đội tuyển quốc gia Curaçao.

## Sự nghiệp

### Aston Villa
Ngày 13 tháng 6 năm 2013, Bacuna đã ký hợp đồng 3 năm với câu lạc bộ Aston Villa. Được trao chiếc áo số 7, Bacuna đã gây ấn tượng với nhiều người trong mùa giải ra mắt cho Villains, mặc dù liên tục phải chơi ở vị trí hậu vệ phải. Bacuna đã ghi bàn thắng đầu tiên tại Premier League vào ngày 28 tháng 9 trên sân nhà của Manchester City. Bàn thắng thứ 2 của anh đến từ một cú đá phạt trong chiến thắng 2-0 trước Cardiff City. Anh tiếp tục ghi bàn trong các trận gặp West Bromwich Albion, Everton và Norwich.
Tuy nhiên, sang mùa giải 2014-15, Bacuna gặp khó khăn để chiếm xuất đá chính. Ngày 15 tháng 2 năm 2015, anh ghi bàn mở tỷ số trận thắng 2-1 của Villa trước Leicester City, đưa câu lạc bộ vào tứ kết.
Vào ngày 20 tháng 8 năm 2015, Bacuna ký hợp đồng dài hạn với câu lạc bộ.

## Gia đình
Leandro Bacuna là anh trai của cầu thủ bóng đá chuyên nghiệp Juninho Bacuna.

## Thống kê sự nghiệp

### Câu lạc bộ
Tính đến ngày 8 tháng 5 năm 2021
| Câu lạc bộ          | Mùa giải               | Giải đấu               | Giải đấu | Giải đấu | Cúp quốc gia | Cúp quốc gia | Cúp liên đoàn | Cúp liên đoàn | Khác | Khác | Tổng cộng | Tổng cộng |
| Câu lạc bộ          | Mùa giải               | Hạng                   | Trận     | Bàn      | Trận         | Bàn          | Trận          | Bàn           | Trận | Bàn  | Trận      | Bàn       |
| ------------------- | ---------------------- | ---------------------- | -------- | -------- | ------------ | ------------ | ------------- | ------------- | ---- | ---- | --------- | --------- |
| Groningen           | 2009–10                | Eredivisie             | 20       | 2        | 2            | 1            | 0             | 0             | 2    | 0    | 24        | 3         |
| Groningen           | 2010–11                | Eredivisie             | 24       | 0        | 3            | 0            | 0             | 0             | 4    | 2    | 31        | 2         |
| Groningen           | 2011–12                | Eredivisie             | 32       | 7        | 1            | 0            | 0             | 0             | 0    | 0    | 33        | 7         |
| Groningen           | 2012–13                | Eredivisie             | 33       | 5        | 3            | 0            | 0             | 0             | 2    | 0    | 38        | 5         |
| Groningen           | Tổng cộng Groningen    | Tổng cộng Groningen    | 109      | 14       | 9            | 1            | 0             | 0             | 7    | 2    | 125       | 17        |
| Aston Villa         | 2013–14                | Premier League         | 35       | 5        | 1            | 0            | 2             | 0             | —    | —    | 38        | 5         |
| Aston Villa         | 2014–15                | Premier League         | 19       | 0        | 4            | 1            | 1             | 0             | —    | —    | 24        | 1         |
| Aston Villa         | 2015–16                | Premier League         | 31       | 1        | 2            | 0            | 2             | 0             | —    | —    | 35        | 1         |
| Aston Villa         | 2016–17                | Championship           | 30       | 1        | 1            | 0            | 0             | 0             | —    | —    | 31        | 1         |
| Aston Villa         | 2017–18                | Championship           | 1        | 0        | 0            | 0            | 0             | 0             | 0    | 0    | 1         | 0         |
| Aston Villa         | Tổng cộng Aston Villa  | Tổng cộng Aston Villa  | 116      | 7        | 8            | 1            | 5             | 0             | 0    | 0    | 129       | 8         |
| Reading             | 2017–18                | Championship           | 33       | 1        | 3            | 0            | 2             | 1             | 0    | 0    | 38        | 2         |
| Reading             | 2018–19                | Championship           | 26       | 3        | 0            | 0            | 2             | 0             | 0    | 0    | 28        | 3         |
| Reading             | Tổng cộng Reading      | Tổng cộng Reading      | 60       | 4        | 3            | 0            | 4             | 1             | 0    | 0    | 66        | 5         |
| Cardiff City        | 2018–19                | Premier League         | 11       | 0        | 0            | 0            | 0             | 0             | 0    | 0    | 11        | 0         |
| Cardiff City        | 2019–20                | Championship           | 41       | 1        | 2            | 0            | 0             | 0             | 2    | 0    | 45        | 1         |
| Cardiff City        | 2020–21                | Championship           | 41       | 2        | 1            | 0            | 1             | 0             | —    | —    | 43        | 2         |
| Cardiff City        | Tổng cộng Cardiff City | Tổng cộng Cardiff City | 94       | 3        | 2            | 0            | 1             | 0             | 2    | 0    | 99        | 3         |
| Tổng cộng sự nghiệp | Tổng cộng sự nghiệp    | Tổng cộng sự nghiệp    | 378      | 28       | 26           | 6            | 10            | 1             | 9    | 2    | 419       | 34        |

### Bàn thắng quốc tế
Tính đến ngày 5 tháng 6 năm 2021.
| #  | Ngày                 | Địa điểm                                                       | Đối thủ                   | Bàn thắng | Kết quả | Giải đấu                                  |
| -- | -------------------- | -------------------------------------------------------------- | ------------------------- | --------- | ------- | ----------------------------------------- |
| 1  | 7 tháng 6 năm 2016   | Sân vận động Ergilio Hato, Willemstad, Curaçao                 | Quần đảo Virgin thuộc Mỹ  | 4–0       | 7–0     | Vòng loại Caribean Cup 2017               |
| 2  | 5 tháng 10 năm 2016  | Sân vận động Ergilio Hato, Willemstad, Curaçao                 | Antigua và Barbuda        | 1–0       | 3–0     | Vòng loại Caribean Cup 2017               |
| 3  | 11 tháng 10 năm 2016 | Sân vận động Juan Ramón Loubriel, Bayamón, Puerto Rico         | Puerto Rico               | 2–2       | 4–2     | Vòng loại Caribean Cup 2017               |
| 4  | 11 tháng 10 năm 2016 | Sân vận động Juan Ramón Loubriel, Bayamón, Puerto Rico         | Puerto Rico               | 4–2       | 4–2     | Vòng loại Caribean Cup 2017               |
| 5  | 10 tháng 10 năm 2017 | Sân vận động Jassim Bin Hamad, Doha, Qatar                     | Qatar                     | 1–1       | 2–1     | Giao hữu                                  |
| 6  | 26 tháng 3 năm 2018  | Sân vận động Ergilio Hato, Willemstad, Curaçao                 | Bolivia                   | 1–0       | 1–0     | Giao hữu                                  |
| 7  | 10 tháng 9 năm 2018  | Sân vận động Ergilio Hato, Willemstad, Curaçao                 | Grenada                   | 4–0       | 10–0    | Vòng loại CONCACAF Nations League 2019–20 |
| 8  | 10 tháng 9 năm 2018  | Sân vận động Ergilio Hato, Willemstad, Curaçao                 | Grenada                   | 7–0       | 10–0    | Vòng loại CONCACAF Nations League 2019–20 |
| 9  | 12 tháng 10 năm 2018 | IMG Academy, Bradenton, Hoa Kỳ                                 | Quần đảo Virgin thuộc Mỹ  | 3–0       | 5–0     | Vòng loại CONCACAF Nations League 2019–20 |
| 10 | 5 tháng 6 năm 2019   | Chang Arena, Buriram, Thái Lan                                 | Ấn Độ                     | 3–1       | 3–1     | King's Cup 2019                           |
| 11 | 21 tháng 6 năm 2019  | Sân vận động BBVA Compass, Houston, Hoa Kỳ                     | Honduras                  | 1–0       | 1–0     | Cúp Vàng CONCACAF 2019                    |
| 12 | 28 tháng 3 năm 2021  | Sân vận động Doroteo Guamuch Flores, Guatemala City, Guatemala | Cuba                      | 1–0       | 2–1     | Vòng loại World Cup 2022                  |
| 13 | 5 tháng 6 năm 2021   | Sân vận động El Trébol, Guatemala City, Guatemala              | Quần đảo Virgin thuộc Anh | 3–0       | 8–0     | Vòng loại World Cup 2022                  |

## Danh hiệu

### Câu lạc bộ
Aston Villa
- Á quân Cúp FA: 2014-15

### Quốc tế
Curaçao
- Caribbean Cup: 2017
- King's Cup: 2019